# Hieracium neofurcatum
Hieracium neofurcatum es una especie de planta con flor del género Hieracium, de la familia Asteraceae, orden Asterales.

## Distribución
Hieracium neofurcatum se distribuye por Argentina.

## Taxonomía
Fue descrita científicamente por Sleum.